# بيتر دوجلاس
بيتر دوجلاس (بالإنجليزية: Peter Douglas)‏ هو كاتب سيناريو ومخرج وممثل أمريكي، ولد في 23 نوفمبر 1955 بلوس أنجلوس في الولايات المتحدة. من الجوائز التي نالها جائزة إيمي.

## أعمال

### أفلام
- (1983) شيء ما شرير يأتي من هذا الطريق

## جوائز
- جائزة إيمي

## وصلات خارجية
- بيتر دوجلاس على موقع IMDb (الإنجليزية)
- بيتر دوجلاس على موقع ألو سيني (الفرنسية)
- بيتر دوجلاس على موقع أول موفي (الإنجليزية)
- بيتر دوجلاس على موقع أول موفي (الإنجليزية)
- بيتر دوجلاس على موقع قاعدة بيانات الأفلام السويدية (السويدية)
- بيتر دوجلاس على موقع ديسكوغز (الإنجليزية)
- بيتر دوجلاس على موقع قاعدة بيانات الفيلم (الإنجليزية)
- بيتر دوجلاس على موقع كينوبويسك (الروسية)